# Casey Cizikas
Casey Cizikas (Toronto, Ontario, 27 de febrero de 1991), apodado Zeeker, es un jugador profesional canadiense de hockey sobre hielo que se desempeña en la posición de centro en New York Islanders, equipo de la National Hockey League (NHL).

## Carrera
Fue seleccionado en la cuarta ronda en la NHL Entry Draft de 2009. En 2011 hizo su debut profesional con el equipo New York Islanders, donde lleva jugando trece temporadas.